# Leonhard Labatt

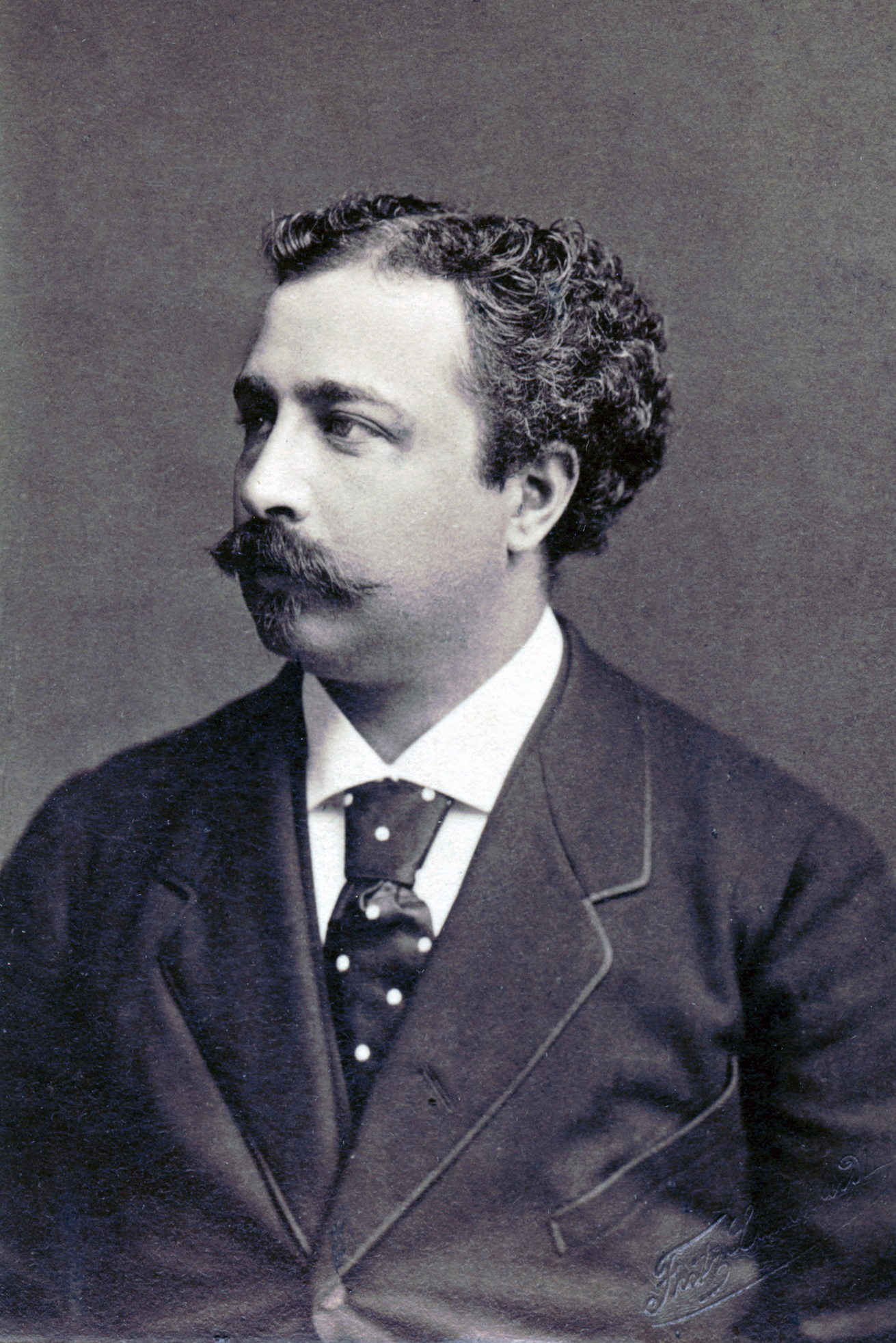
Leonhard Labatt

Leonhard Labatt, auch Leonard Labatt (4. Dezember 1838 in Stockholm – 7. März 1897 in Christiana) war ein schwedischer Opernsänger (Tenor) an deutschen Bühnen sowie Gesangspädagoge.

## Leben
Labatt wurde am schwedischen Konservatorium ausgebildet und macht seinen ersten Bühnenversuch in seiner Vaterstadt. Von dort kam er an das Hoftheater in Dresden, wo er zwei Jahre verblieb, ohne gerade besonders aufzufallen. Er verließ das Institut, um einem Rufe nach Wien an die Hofoper Folge zu leisten, welcher er seit dem 1. Oktober 1869 angehörte. 14 Jahre wirkte er daselbst. Am 22. Mai 1883 trat der auch von Richard Wagner geschätzte Sänger als „Stolzing“ in den Meistersingern zum letzten Mal auf und am 31. Mai 1883 trat er aus dem Verband dieser Bühne, nahm zuerst Engagement an der Oper in Rotterdam, hierauf am Stadttheater Bremen und kehrte 1889 in seine Heimat zurück.
Danach betätigte er sich in Schweden als Gesangspädagoge.